# Джон-Антуан Но
Джон-Антуан Но (настоящие имя и фамилия Эжен Леон Эдуард Торке — фр. John-Antoine Nau, Eugène Léon Édouard Torquet; 19 ноября 1860, Сан-Франциско, Калифорния — 17 марта 1918, Дуарнене) — французский писатель и поэт, представитель символизма, первый лауреат Гонкуровской премии (1903).

## Происхождение псевдонима
Родственники и приятели дали писателю прозвище Жино, которое можно было написать как «J. Nau». «Джон» отражает американское происхождение, а «Антуан» — французское. В каталонском языке «nau» означает «корабль». Кроме того, был известен гаитянский поэт Игнас Но.

## Жизнеописание
Джон-Антуан Но родился в семье французского инженера и предпринимателя, который в 1845 году эмигрировал из Франции в Калифорнию, три года спустя женился на француженке-эмигрантке в Сан-Франциско, в 1860 стал гражданином США и умер от тифа в 1864 году. В 1866 году вдова Торке с тремя детьми вернулась в Гавр, за четыре года вышла замуж и в 1877 году переехала в Париж. Джон-Антуан учился в гаврском лицее, а затем в Ролленском колледже в Париже. Там он сошелся с богемными литераторами, в частности с зютистами и гидропатами — предшественниками символизма. Сотрудничал с журналом «Chat noir» («Черный кот»). Родственники хотели, чтобы Джон-Антуан стал чиновником, но он выбрал себе другой жизненный путь.
В 1881 году устроился работать помощником лоцмана на трехмачтовом торговом корабле, который ходил до Антильских островов. Страшная буря, описанная впоследствии в романе «Враждебная сила», побудила его отказаться от парусного плавания. Джон-Антуан стал заместителем комиссара по патентным делам и путешествовал по Нью-Йорку и городам Колумбии и Венесуэлы.
В 1883 год] на судне «La France» вернулся во Францию, остановился в муниципалитете Аньер-ан-Бессен и в 1885 году женился. Во время медового месяца молодая пара поселилась на острове Мартиника, пробыла там год и намеревалась остаться навсегда, но семейные обстоятельства побудили вернуться на родину, а перед тем побывать на Канарских островах и в Португалии. В 1886 году Но пробовал в Сан-Рафаэле, в 1887 году перебрался в муниципалитет Пирьяк-Сюр-Мер. В Барневиль-Картере он написал свой первый сборник стихов «Au seuil de l’espoir» («На пороге надежды») и в 1897 году издал его за свой счёт. Писатель часто менял места жительства. В 1898 году он оказался на Мальорке, а затем — на Тенерифе. В Пуэрто-де-ла-Оротава начал писать роман «Враждебная сила» и закончил его в Андалусии. В 1903—1906 годах Но проживал в Сен-Тропе. В 1903 году, опять же, за свой счет, он опубликовал этот роман. Произведение не имело коммерческого успеха, не было даже отзывов, потому что автор не посылал критикам ни машинописных текстов, ни печатных экземпляров. Джон не зарабатывал на жительство своей литературной деятельностью, попросту писал в своё удовольствие. В 1906 году Джон-Антуан Но перебрался в Алжир, а в 1909 году — на Корсику и там прожил семь лет (дольше, чем где бы то ни было). В связи с событиями на Первой мировой войне с 1916 по 1917 год находился в Париже, спустя переехал в Руан, после в Требуль, где и умер. Многие из его произведений не были опубликованы при жизни.

## Гонкуровская премия
В декабре 1903 года Джона-Антуана Но наградили Гонкуровской премией за «Вражескую силу». Главный герой романа — поэт Филлип Вели, придя в себя в сумасшедшем доме, только со временем узнаёт, как и почему попал туда. Влюбившись в сумасшедшую пациентку, Филлип теряет её. В него вселяется существо с другой планеты. Избитый врачами, поэт сбегает из психиатрической клиники и странствует по свету, ища возлюбленную.
Перед награждением Джон-Антуан Но печатался время от времени — в журналах (в частности в «La Revue blanche»), но его мало кто знал. Жюри Гонкуровской премии (Жорис-Карл Гюисманс, Октав Мирбо, Леон Доде, братья Рони, Поль Маргерит, Люсьен Деклав, Элемир Бурж, Леон Энник и Гюстав Жеффруа) проголосовали за присуждение награды всего шестью голосами против четырех. Зато в 1906 году Поль Леотро (фр. Paul Léautraud) сказал: «Гонкуровская премия вручалась только единственный раз, в самый первый, обладателем которой стал Но». Гораздо позже председатель жюри 1903 года Гюйсманс высказался, что «на сегодня это лучшее, что мы отмечали».